# Völkershausen (Wanfried)
Das Dorf Völkershausen ist der kleinste Stadtteil von Wanfried im nordhessischen Werra-Meißner-Kreis.

## Geographische Lage

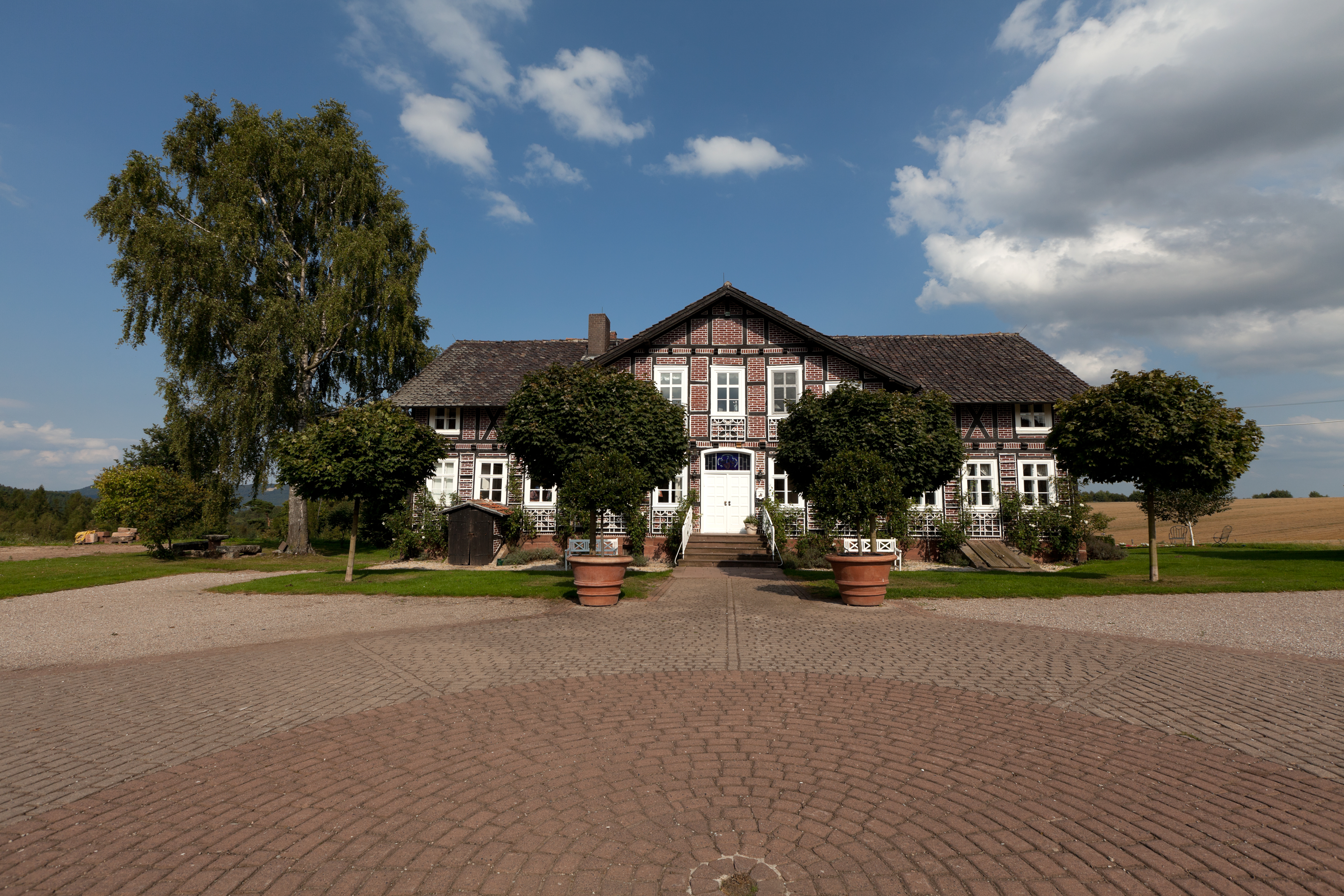
Das außerhalb Völkershausen liegende Gut Marienhof

Völkershausen liegt etwa drei Kilometer südlich von Wanfried an der Werra. Westlich des Ortes erstreckt sich der Schlierbachswald, der namensgebende Schlierbach fließt durch Völkershausen und mündet am östlichen Ortsrand in die Werra.
Zur Gemarkung des Ortes gehört auch das Gut Marienhof, ein ehemaliges Vorwerk des Ritterguts Völkershausen.

## Geschichte

### Ortsgeschichte
Die Erwähnung von Völkershausen mit einer Datierung von 874–876 in den „Mühlbacher Regesten“ von 1504 hat sich als Fälschung herausgestellt.
Die älteste bekannte und gesicherte schriftliche Erwähnung erfolgte unter dem Namen Volkerischeshusen im Jahr 1278. 1365 wurde es Folkershusen genannt und war als hessisches Lehen im Besitz der Herren von Völkershausen. Wohl von ihnen stammt die abgegangene Burg Völkershausen, deren tatsächlicher Name nicht bekannt ist und nur noch als Flurname Alte Burg westlich des Ortes an der Einmündung des Petersgrabens ins Schlierbachtal übernommen ist. Die Herren von Völkershausen bauten sich schon im 14. Jahrhundert ein standesgemäßes Anwesen nahe zur Werra, das Rote Schloss. 1630 im Dreißigjährigen Krieg zerstört wurde es 1650 durch Johann Leopold von Geyso erworben und zu einem Rittergut überformt. Er ließ auch einen eigenen Gutsbezirk einrichten, der erst 1928 aufgelöst und wieder mit der Gemeinde verbunden wurde. Die bis 1729 erbaute und heute als Dorfkirche genutzte Kirche steht wohl auf den Grundmauern des alten „Roten Schlosses“. Die weitere Geschichte verband sich immer mit den Besitzern des Rittergutes, die bis ins 20. Jahrhundert die Grundherrschaft des Ortes bildete.
Der Ort, der 1585 51 Haushalte aufwies, und mehr als 150 Jahre später immer noch nur 53 Haushalte hatte (1747), wies zwischen 1834 und bis zum Beginn des Zweiten Weltkrieges immer um die 500 Einwohner auf und sank bis 1970 auf 360, 1987 auf nicht einmal mehr 300 Einwohner.
Im Jahre 1978 wurde Völkerhausen Landessieger und ein Jahr später Bundessieger im Wettbewerb Unser Dorf soll schöner werden.
Hessische Gebietsreform (1970–1977)
Zum 1. Oktober 1971 wurde im Zuge der Gebietsreform in Hessen die bis dahin selbständige Gemeinde Völkershausen auf freiwilliger Basis als Stadtteil nach Wanfried eingegliedert. Für Völkershausen  wurde ein Ortsbezirk mit Ortsbeirat und Ortsvorsteher nach der Hessischen Gemeindeordnung gebildet.

### Verwaltungsgeschichte im Überblick
Die folgende Liste zeigt die Staaten und Verwaltungseinheiten, denen Völkershausen angehört(e):
- vor 1567: Heiliges Römisches Reich, Landgrafschaft Hessen, Amt Wanfried
- ab 1567: Heiliges Römisches Reich, Landgrafschaft Hessen-Kassel, Amt Wanfried
  - 1627–1834: Landgrafschaft Hessen-Rotenburg (sogenannte Rotenburger Quart), teilsouveränes Fürstentum unter reichsrechtlicher Oberhoheit der Landgrafschaft Hessen-Kassel bzw. des Kurfürstentums Hessen
- ab 1806: Landgrafschaft Hessen-Kassel, Amt Wanfried
- ab 1807: Königreich Westphalen, Departement der Werra, Distrikt Eschwege, Kanton Aue
- ab 1815: Kurfürstentum Hessen, Amt Eschwege[6]
- ab 1821: Kurfürstentum Hessen, Provinz Niederhessen, Kreis Eschwege[7][Anm. 2]
- ab 1848: Kurfürstentum Hessen, Bezirk Eschwege
- ab 1851: Kurfürstentum Hessen, Provinz Niederhessen, Kreis Eschwege
- ab 1867: Königreich Preußen, Provinz Hessen-Nassau, Regierungsbezirk Kassel, Kreis Eschwege
- ab 1871: Deutsches Reich, Königreich Preußen, Provinz Hessen-Nassau, Regierungsbezirk Kassel, Kreis Eschwege
- ab 1918: Deutsches Reich, Freistaat Preußen, Provinz Hessen-Nassau, Regierungsbezirk Kassel, Kreis Eschwege
- ab 1944: Deutsches Reich, Freistaat Preußen, Provinz Kurhessen, Landkreis Eschwege
- ab 1945: Amerikanische Besatzungszone, Groß-Hessen, Regierungsbezirk Kassel, Landkreis Eschwege
- ab 1946: Amerikanische Besatzungszone, Hessen, Regierungsbezirk Kassel, Landkreis Eschwege
- ab 1949: Bundesrepublik Deutschland, Hessen, Regierungsbezirk Kassel, Landkreis Eschwege
- ab 1971: Bundesrepublik Deutschland, Hessen, Regierungsbezirk Kassel, Landkreis Eschwege, Stadt Wanfried[Anm. 3]
- ab 1974: Bundesrepublik Deutschland, Land Hessen, Regierungsbezirk Kassel, Werra-Meißner-Kreis, Stadt Wanfried

## Bevölkerung

### Einwohnerstruktur 2011
Nach den Erhebungen des Zensus 2011 lebten am Stichtag dem 9. Mai 2011 in Völkershausen 264 Einwohner. Darunter waren 3 (1,1 %) Ausländer.
Nach dem Lebensalter waren 39 Einwohner unter 18 Jahren, 81 waren zwischen 18 und 49, 63 zwischen 50 und 64 und 81 Einwohner waren älter. Die Einwohner lebten in 117 Haushalten. Davon waren 24 Singlehaushalte, 42 Paare ohne Kinder und 39 Paare mit Kindern, sowie 12 Alleinerziehende und 3 Wohngemeinschaften. In 30 Haushalten lebten ausschließlich Senioren und in 63 Haushaltungen leben keine Senioren.

### Einwohnerentwicklung
Quelle: Historisches Ortslexikon
- 1574: 51 Haushaltungen
- 1747: 53 Haushaltungen

| Völkershausen: Einwohnerzahlen von 1834 bis 2011 | Völkershausen: Einwohnerzahlen von 1834 bis 2011 | Völkershausen: Einwohnerzahlen von 1834 bis 2011 | Völkershausen: Einwohnerzahlen von 1834 bis 2011 | Völkershausen: Einwohnerzahlen von 1834 bis 2011 |
| --- | ------------------------------------------------ | ------------------------------------------------ | ------------------------------------------------ | ------------------------------------------------ |
| Jahr |                                                  |                                                  |                                                  | Einwohner                                        |
| 1834 | 1834                                             |                                                  | 486                                              | 486                                              |
| 1840 | 1840                                             |                                                  | 543                                              | 543                                              |
| 1846 | 1846                                             |                                                  | 529                                              | 529                                              |
| 1852 | 1852                                             |                                                  | 532                                              | 532                                              |
| 1858 | 1858                                             |                                                  | 479                                              | 479                                              |
| 1864 | 1864                                             |                                                  | 445                                              | 445                                              |
| 1871 | 1871                                             |                                                  | 393                                              | 393                                              |
| 1875 | 1875                                             |                                                  | 400                                              | 400                                              |
| 1885 | 1885                                             |                                                  | 394                                              | 394                                              |
| 1895 | 1895                                             |                                                  | 370                                              | 370                                              |
| 1905 | 1905                                             |                                                  | 368                                              | 368                                              |
| 1910 | 1910                                             |                                                  | 353                                              | 353                                              |
| 1925 | 1925                                             |                                                  | 352                                              | 352                                              |
| 1939 | 1939                                             |                                                  | 354                                              | 354                                              |
| 1946 | 1946                                             |                                                  | 504                                              | 504                                              |
| 1950 | 1950                                             |                                                  | 531                                              | 531                                              |
| 1956 | 1956                                             |                                                  | 467                                              | 467                                              |
| 1961 | 1961                                             |                                                  | 411                                              | 411                                              |
| 1967 | 1967                                             |                                                  | 371                                              | 371                                              |
| 1970 | 1970                                             |                                                  | 360                                              | 360                                              |
| 1980 | 1980                                             |                                                  | ?                                                | ?                                                |
| 1987 | 1987                                             |                                                  | 296                                              | 296                                              |
| 2000 | 2000                                             |                                                  | ?                                                | ?                                                |
| 2011 | 2011                                             |                                                  | 264                                              | 264                                              |
| Datenquelle: Historisches Gemeindeverzeichnis für Hessen: Die Bevölkerung der Gemeinden 1834 bis 1967. Wiesbaden: Hessisches Statistisches Landesamt, 1968. Weitere Quellen: ; Zensus 2011 |                                                  |                                                  |                                                  |                                                  |

### Historische Religionszugehörigkeit
| • 1885: | 347 evangelische (= 96,39 %), 13 katholische (= 3,61 %), 88 jüdische (= 4,06 %) Einwohner |
| • 1961: | 369 evangelische (= 89,78 %), 35 katholische (= 8,52 %) Einwohner                         |

## Sehenswürdigkeiten
- Das aus dem ehemaligen Roten Schloss hervorgegangene Rittergut Völkershausen am Ufer der Werra
- Evangelische Dorfkirche (Patronatskirche) auf dem Rittergut
- Gut Marienhof (ehemaliges Vorwerk des Rittergutes)
- Ehemaliges Forstamt
- Lehnhaus
- Fachwerkhäuser

## Infrastruktur
Im Dorf gibt es ein Dorfgemeinschaftshaus, einen Kinderspielplatz und einen Sportplatz.

## Persönlichkeiten
- Georg Philipp Eduard Huschke (* 26. Juni 1801 in Hann. Münden; † 8. Februar 1886 in Breslau), Jurist, aufgewachsen auf dem Rittergut Völkershausen